# はりきって体育
『はりきって体育』（はりきってたいいく）は、NHK教育テレビジョンで1993年4月6日から1997年3月10日まで放送されていた小学校3年生・4年生向けの学校放送（教科：体育）である。

## 概要
元体操選手の森末慎二が日本各地の小学校を回り、運動の苦手な児童に体育実技の楽しさを伝えていた番組。ナレーターは梨羽侑里が担当。
番組はまず上級生が実技の手本を見せたあと、対象学年の児童が揃ってそれに挑戦。森末から上達のコツを教わったり、仲間と協力しあったりしながら実技の習得に励むという形式で進行していた。実技番組であるため、児童は体操着を着て収録に参加していた。

## 放送時間
いずれも日本標準時、別の時間帯での再放送あり。
| 期間                          | 放送時間             |
| ----------------------------- | -------------------- |
| 1993年4月6日 - 1995年3月14日  | 火曜日 11:30 - 11:40 |
| 1995年4月10日 - 1997年3月10日 | 月曜日 11:30 - 11:40 |

## 放送日程
| 1993年度                           | 1994年度                         | 1995年度                                 | 1996年度                        |
| ---------------------------------- | -------------------------------- | ---------------------------------------- | ------------------------------- |
| 4月6日 てつぼう・さか上がり        | 4月5日 てつぼう・前回り          | 4月10日 てつぼう・どんなことできるかな   | 4月8日 てつぼう・さか上がり     |
| 4月20日 てつぼう・ひざかけ後ろ回り | 4月19日 てつぼう・さか上がり     | 4月24日 てつぼう・まわる運動にチャレンジ | 4月22日 てつぼう・だるま回り    |
| 5月11日 てつぼう・だるま回り       | 5月10日 てつぼう・ひざかけ下がり | 5月15日 てつぼう・ここまでできたよ       | 5月13日 力だめし                |
| 5月25日 クロール                   | 5月24日 走り高とび               | 5月29日 リレーをしよう                   | 5月27日 かけっこ                |
| 6月8日 平およぎ                    | 6月7日 リレー                    | 6月12日 水とあそぼう                     | 6月10日 水とあそぼう            |
| 6月22日 リレー                     | 6月21日 クロール                 | 6月26日 クロールにチャレンジ             | 6月24日 クロール                |
| 7月6日 ハンドベースボール          | 7月5日 平およぎ                  | 7月10日 ボールとあそぼう                 | 7月8日 平泳ぎ                   |
| 8月31日 マット・前回りと後ろ回り   | 8月30日 マット・前回り           | 8月28日 ポートボールにチャレンジ         | 8月26日 マット・前回り          |
| 9月14日 マット・さか立ち           | 9月13日 マット・後ろ回り         | 9月18日 サッカーにチャレンジ             | 9月19日 はばとび                |
| 9月28日 マット・うで立てそくてん   | 9月27日 マット・うで立てそくてん | 10月2日 マット・どんなことできるかな     | 9月30日 高とび                  |
| 10月12日 走りはばとび              | 10月11日 ドッジボール            | 10月16日 マット・まわる運動にチャレンジ  | 10月14日 キックベース           |
| 10月26日 表現運動                  | 10月25日 キックベースボール      | 10月30日 マット・ここまでできたよ        | 10月28日 てつぼう・ひざかけ回転 |
| 11月9日 ポートボール               | 11月8日 ミニバスケットボール     | 11月13日 遠く高くとんでみよう            | 11月11日 とびばこ 1             |
| 11月25日 ラインサッカー            | 11月22日 短なわとび              | 11月27日 はばとびをしよう                | 11月25日 サッカー               |
| 12月7日 なわとび・短なわ           | 12月6日 長なわとび               | 12月11日 高とびをしよう                  | 12月09日 長なわとび 1           |
| 1月11日 とびばこ・台上前回り       | 1月10日 とびばこ・台上前回り     | 1月8日 とびばこ・人やものをとびこそう    | 1月6日 短なわとび               |
| 1月25日 とびばこ・開きゃくとび     | 1月24日 とびばこ・開きゃくとび   | 1月22日 とびばこをとびこそう             | 1月20日 長なわとび 2            |
| 2月8日 とびばこ・かかえ込みとび    | 2月7日 とびばこ・かかえこみとび  | 2月5日 とびばこをじょうずにとべたかな    | 2月3日 マット・後ろ回り         |
| 2月22日 なわとび・長なわ           | 2月21日 すもう                   | 2月19日 短なわとびをしよう               | 2月17日 とびばこ 2              |
| 3月8日 一輪車                      | 3月7日 輪をつかった運動          | 3月4日 長なわとびをしよう                | 3月3日 一輪車                   |

### 学習指導要領との兼ね合い
放送期間中は、平成元年施行学習指導要領に基づいて小学校の体育授業は実施されている。この番組では、対象となる中学年より高めの高学年向けの学習課題であるサッカー・走り幅跳び・走り高跳びへの導入を図っている。高学年で本格的なバスケットボール・ソフトボール・サッカーに切り替わる前段階として、ゲームの領域に明示されたポートボール・ハンドベースボール・ラインサッカーは必ず取り上げられている。指導要領には明示されていないものの、当時本格導入された一輪車についても放送が実施された。一方、表現運動の項目に明示してあるフォークダンスの取り扱いは皆無に近い。また、高学年で実施される障害走や鉄棒の各種降り技、側転を除く倒立を要するマット運動や跳び箱運動には触れていない。